# Impacte sobtat
Impacte sobtat (títol original en anglès Sudden Impact) és una pel·lícula estatunidenca de Clint Eastwood, estrenada el 1983 i doblada al català.

## Argument
Cansats dels mètodes expeditius utilitzats per l'inspector Harry Callahan, els seus superiors l'envien a una petita ciutat de Califòrnia, pensant que no podrà causar-hi problemes.
Lluny de la calma què hom espera, haurà de fer front a una ona d'homicidis per resoldre, els mòbils de la qual s'assemblen a una venjança

## Anècdota
El cèlebre "Make my day" de l'inspector Callahan va ser utilitzat per Ronald Reagan amenaçant d'utilitzar el seu veto presidencial quan la majoria demòcrata al Congrés anava a votar una llei per a augmentar els impostos.

## Repartiment
- Clint Eastwood: inspector Harry Callahan
- Sondra Locke: Jennifer Spencer
- Pat Hingle: cap Lester Jannings
- Bradford Dillman: Capità Briggs
- Paul Drake: Mick